# HMS Mallow (K81)
HMS Mallow (K 81) je bila korveta razreda Flower.

## Zgodovina
11. januarja 1944 je bila v Liverpoolu dodeljena Jugoslovanski kraljevi vojni mornarici v izgnanstvu, na podlagi ameriškega Zakona o najemu in posojilu. Pod novim imenom Nada in pod britansko oznako K 81 je plula kot zaščita zavezniških konvojev v operativnem območju vzhodnega Sredozemlja.
Leta 1945 so jo priključili Jugoslovanski vojni mornarici, kjer je dobila novo ime Partizanka. Leta 1948 je bila vrnjena Kraljevi vojni mornarici. Leta 1949 je bila predana Egiptovski vojni mornarici in preimenovana v El Sudan.